# Bahnhof Shadwell

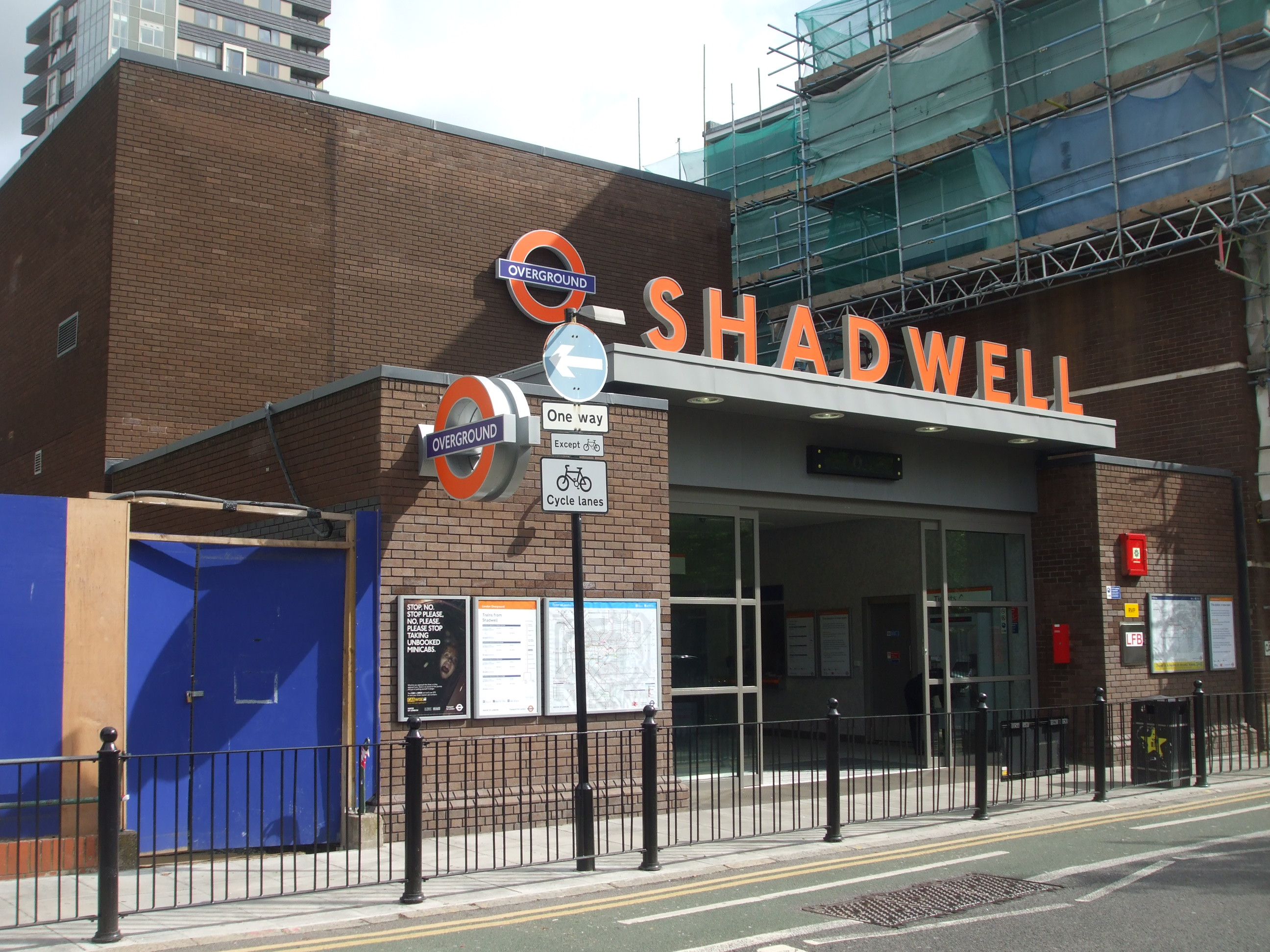
Bahnhof Shadwell

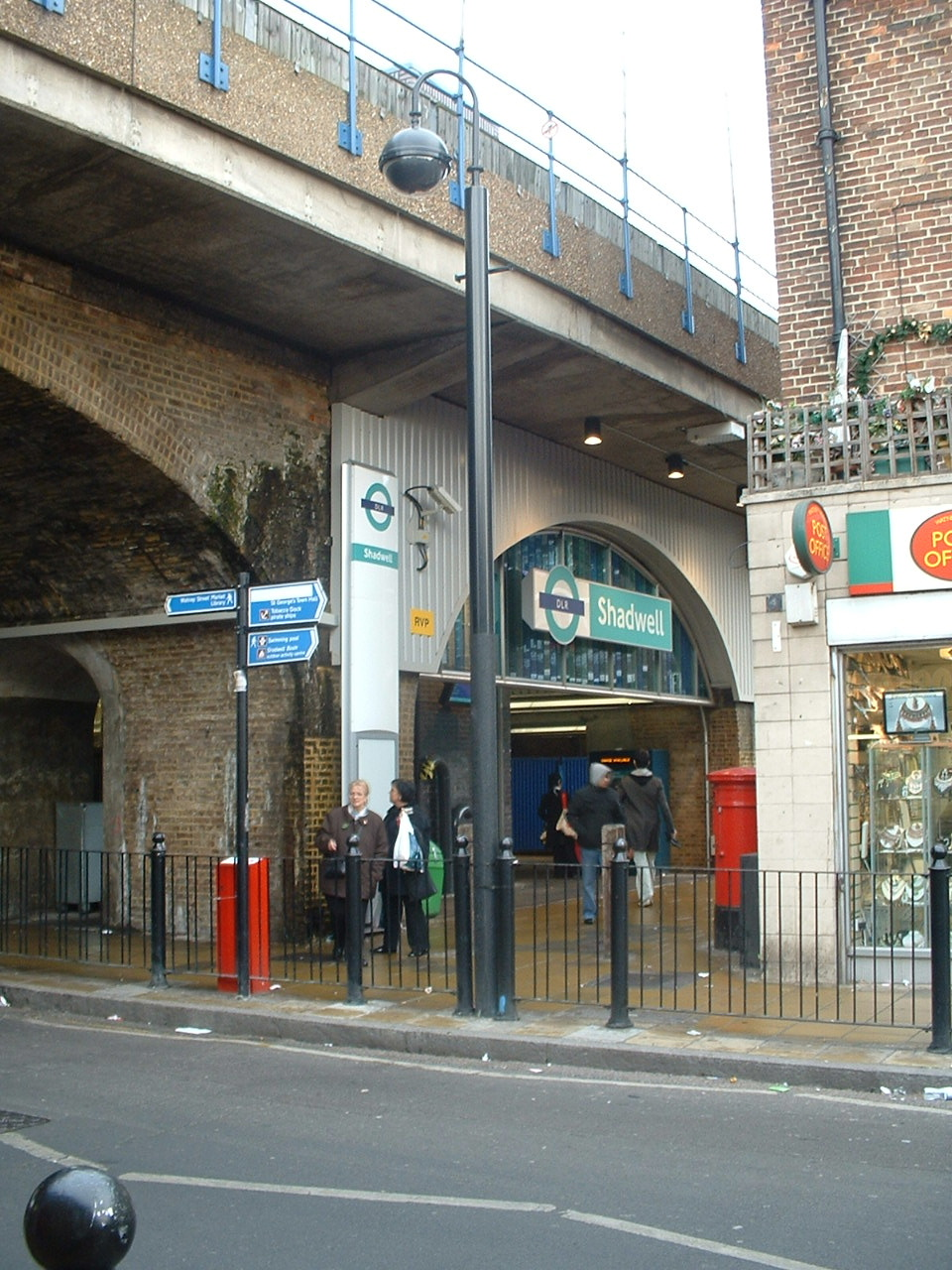
Zugang zur DLR-Station

Shadwell ist der Name eines unterirdischen Bahnhofs an der East London Line (London Overground, bis 2007 London Underground) und einer oberirdischen Station der Docklands Light Railway (DLR) im Stadtbezirk London Borough of Tower Hamlets. Beide befinden sich in der Travelcard-Tarifzone 2 an der Cable Street. Die separaten Stationsgebäude liegen etwa 50 Meter voneinander entfernt. Es gibt keinen unterirdischen Verbindungsweg dazwischen, umsteigende Fahrgäste müssen die Straße überqueren. Jedoch wurde der Laufweg im Zuge der Umbaumaßnahmen Anfang der 2000er verkürzt. Im Jahr 2013 nutzten 2,029 Millionen Fahrgäste den Bahnhof, für die DLR-Station liegen keine Zahlen vor.

## Geschichte
Am 10. April 1876 eröffnete die East London Railway den Bahnhof. Ab dem 1. Oktober 1884 befuhren Züge der Metropolitan Railway (MR, heute Metropolitan Line) und der Metropolitan District Railway (MDR, heute District Line) die Strecke. Am 1. Juni 1900 erfolgte die Umbenennung in Shadwell & St George’s-in-the-East. Vom 2. Dezember 1906 an war die Strecke nur noch für den Güterverkehr geöffnet. Am 31. März 1913 nahm die MR den Personenverkehr wieder auf (die MDR hatte sich in der Zwischenzeit zurückgezogen). Im Jahr 1918 erhielt der Bahnhof seinen ursprünglichen Namen Shadwell zurück.
Seit der Schließung der Verbindungskurve St Mary’s Curve bei Whitechapel im Jahr 1941 war die East London Line betrieblich eigenständig. Zwischen dem 25. März 1995 und dem 25. März 1998 war die gesamte Linie wegen Renovierungs- und Modernisierungsarbeiten für jeglichen Verkehr gesperrt. Am 22. Dezember 2007 endete der Betrieb der U-Bahn, die Strecke wurde in den folgenden zweieinhalb Jahren komplett erneuert und an beiden Enden verlängert. Die Wiedereröffnung erfolgte am 27. April 2010; seither ist die East London Line Teil von London Overground. Am 31. August 1987 wurde die Station der Docklands Light Railway eröffnet. Sie besteht aus einem Inselbahnsteig auf einem Viadukt, auf dem parallel dazu die Gleise der Eisenbahnlinie nach Essex verlaufen.
Rund 50 Meter des Standorts der heutigen DLR-Station befand sich der Bahnhof Shadwell and St George’s East der London and Blackwall Railway. Er wurde am 1. Oktober 1840 eröffnet, am 7. Juli 1941 geschlossen und 1955/56 zum größten Teil abgerissen.